# Новий (Сорочинський міський округ)
Но́вий (рос. Новый) — селище у складі Сорочинського міського округу Оренбурзької області, Росія.
Стара назва — отділеня № 5 совхоза Сорочинський.

## Населення
Населення — 180 осіб (2010; 191 у 2002).
Національний склад (станом на 2002 рік):
- росіяни — 61 %